# Keići
 Keići  falu Horvátországban, Károlyváros megyében. Közigazgatásilag  Generalski Stolhoz tartozik.

## Fekvése
Károlyvárostól 20 km-re délnyugatra, községközpontjától 3 km-re északkeletre, a Mrežnica jobb partján fekszik.

## Története
A településnek 1857-ben 74, 1910-ben 95 lakosa volt. Trianon előtt Modrus-Fiume vármegye Ogulini járásához tartozott. 2011-ben 40 lakosa volt.

## Lakosság
| Lakosság változása | Lakosság változása | Lakosság változása | Lakosság változása | Lakosság változása | Lakosság változása | Lakosság változása | Lakosság változása | Lakosság változása | Lakosság változása | Lakosság változása | Lakosság változása | Lakosság változása | Lakosság változása | Lakosság változása | Lakosság változása |
| ------------------ | ------------------ | ------------------ | ------------------ | ------------------ | ------------------ | ------------------ | ------------------ | ------------------ | ------------------ | ------------------ | ------------------ | ------------------ | ------------------ | ------------------ | ------------------ |
| 1857               | 1869               | 1880               | 1890               | 1900               | 1910               | 1921               | 1931               | 1948               | 1953               | 1961               | 1971               | 1981               | 1991               | 2001               | 2011               |
| 74                 | 74                 | 63                 | 78                 | 84                 | 95                 | 82                 | 105                | 106                | 99                 | 102                | 82                 | 79                 | 67                 | 49                 | 40                 |